# William Ponsonby
Sir William Ponsonby (n. 13 octombrie 1772 – d. 18 iunie 1815, Waterloo) a fost un om politic irlandez și general britanic. Supranumit The Honourable din 1806, a murit în Bătălia de la Waterloo.